# Muscolo retto laterale della testa
Il muscolo retto laterale della testa è un muscolo, pari e simmetrico, situato nella regione laterale del collo.
Innervato dai nervi spinali cervicali, se contratto inclina il collo e la testa dal proprio lato.

## Origine, decorso ed inserzione
Muscolo corto di forma cilindrica, si ritrova vicino al muscolo retto anteriore della testa.
Origina dalle masse laterali dell'atlante (C1) e inserisce sulla faccia inferiore del processo giugulare dell'osso occipitale, portandosi in alto e lateralmente.